# Стура-Шефаллет
Стура-Шефаллет (швед. Stora Sjöfallets nationalpark, саам. Stuor Muorkke) — національний парк у північній Швеції, в комунах Єлліваре та Йоккмокк. Національний парк займає 1 278 км² (493 м2) і є третім за величиною у Швеції. Парк знаходиться у приблизно 20 км за Полярним колом біля норвезького кордону і лежить на північ і південь від озерної системи Лулеельвен.
Національний парк є частиною лапонської території, яка є об'єктом Всесвітньої спадщини ЮНЕСКО. Стура-Шефаллет також є частиною Natura 2000, яка є мережею для охоронюваних територій Європейського Союзу.

## Історія
Парк було засновано 1909 року з метою охорони водоспаду Стура-Шефаллет у верхній течії річки Лулеельвен. Одночасно з парком Стура-Шефаллет було створено ще 8 національних парків у різних частинах Швеції. 1967 року біля водоспаду було побудовано ГЕС, після чого стік водоспаду було зарегульовано.